# Brez
Brez est une ancienne commune italienne de moins de 1 000 habitants située dans la province autonome de Trente dans la région du Trentin-Haut-Adige dans le nord-est de l'Italie. Le 1er janvier 2020, elle a fusionné avec les municipalités de Cagnò, Cloz, Revò et Romallo dans la nouvelle municipalité de Novella.

## Administration
| Période                                  | Période | Identité | Étiquette | Qualité |
| ---------------------------------------- | ------- | -------- | --------- | ------- |
|                                          |         |          |           |         |
| Les données manquantes sont à compléter. |         |          |           |         |

### Communes limitrophes
Castelfondo, Lauregno, Fondo, Sarnonico, Cloz, Dambel